# 1,2,3,4,6-pentagaloil-glucosa
1,2,3,4,6-pentagaloil-glucosa es la pentahidroxi ácido gálico, éster de glucosa. Es el precursor común de los galotaninos y los relacionados elagitaninos.
Pentagaloil glucosa puede precipitar las proteínas incluyendo las salivales humanas, α-amilasa.

También se puede utilizar en la radioprotección.

## Presencia natural
1,2,3,4,6-pentagaloil-glucosa se puede encontrar en el grando Punica granatum, el granado, en Elaeocarpus sylvestris o en Rhus typhina. También se puede encontrar en Paeonia suffruticosa

## Biosíntesis
La enzima beta-glucogallin-tetrakisgalloylglucose O-galloyltransferase usa 1-O-galloyl-beta-D-glucose y 1,2,3,6-tetrakis-O-galloyl-beta-D-glucose para producir D-glucosa y Pentagaloil glucosa.

## Metabolismo

### Metabolismo de los elagitaninos
Tellimagrandin II, primero de todos los elagitaninos, forma glucosa pentagalloyl por deshidrogenación oxidativa y el acoplamiento de 2 grupos galoil.
β-glucogallin: 1,2,3,4,6-pentagalloyl-β-d-glucose galloyltransferase es una enzima que se encuentra en las hojas de Rhus typhina, el zumaque cuerno de ciervo, que cataliza la galoilación de 1,2,3,4,6-penta-O-galloyl-β-d-glucose to 3-O-digalloyl-1,2,4,6-tetra-O-galloyl-β-d-glucose (hexa-galloylglucose).

## Química
Pentagaloil glucosa puede sufrir reacciones de oxidación que están en función del pH.